# Кунін-Замек
Кунін-Замек (пол. Kunin-Zamek) — село в Польщі, у гміні Боґути-П'янки Островського повіту Мазовецького воєводства.
Населення — 64 особи (2011).
У 1975-1998 роках село належало до Ломжинського воєводства.

## Демографія
Демографічна структура станом на 31 березня 2011 року:
|          | Загалом | Допрацездатний вік | Працездатний вік | Постпрацездатний вік |
| -------- | ------- | ------------------ | ---------------- | -------------------- |
| Чоловіки | 30      | 8                  | 14               | 8                    |
| Жінки    | 34      | 7                  | 14               | 13                   |
| Разом    | 64      | 15                 | 28               | 21                   |